# Платон (комедіограф)
Платон (дав.-гр. Πλάτων; 2-а половина V століття до н. е.— початок IV ст. до н. е.) — давньогрецький поет, представник давньої аттичної комедії.

## Життєпис
Був громадянином Афінської республіки. Мешкав за часи Перікла, Алківіада та Фукідіда. Про особисте життя нічого невідомо. Продовжив справу своїх попередників у розвитку аттичної комедії. З доробку Платона відомо про 30 п'єс, значна частина яких мала політичне забарвлення. Крім того, часто висміював п'єси свого конкурента Аристофана. Остання п'єса датується 391 роком до н. е.
З комедій Платона збереглися лише окремі уривки. Відомо, що у 410 році до н. е. переміг на Великих Діонісіях. Найзначущими є комедії «Фаон», «Гіпербол», «Перемоги», «Клеофон», «Поети», «Гриффони», «Адоніс», «Лай», «Менелай», «Європа», «Іо». У більшості за основу узяті давньогрецькі міфи та їхні герої.